# Agua Fría
Agua Fría è un comune (corregimiento) della Repubblica di Panama situato nel distretto di Chepigana, provincia di Darién. Si estende su una superficie di 283,7 km² e conta una popolazione di 2.692 abitanti (censimento 2010).